# ラジャ・チュラン駅
ラジャ・チュラン駅(Raja Chulan)は、クアラルンプールにあるKLモノレールの駅のひとつ。スルタン・イスマイル通り (Jalan Sultan Ismail) 上にある。

## 駅周辺
- スルタン・イスマイル通り (Jalan Sultan Ismail)
- パビリオン・クアラルンプール

### ホテル
- ホテル・イスタナ
- ノボテル・ハイドロマジェスティック
- エクアドリアルホテル クアラルンプール
- バンヤン ツリー クアラルンプール

### 銀行
- スタンダードチャータード銀行